# Problémiste
Un problémiste est un compositeur de problèmes d'échecs.
Les amateurs de problèmes d'échecs se divisent généralement en plusieurs groupes : les compositeurs, les solutionnistes et les juges.

## Compositeurs
Les compositeurs inventent les problèmes. Très souvent, le compositeur se spécialise dans un type de problème particulier, par exemple les études d'échecs.
La Fédération mondiale pour la composition échiquéenne décerne les titres de grand maître international pour la composition échiquéenne, maître international pour la composition échiquéenne et Maître FIDE pour la composition échiquéenne.

### Quelques compositeurs
- Fadil Abdurahmanović
- Herbert Ahues
- Venelin Alaikov
- Edith Baird
- Mustapha Bakani
- György Bakcsi
- Pal Benko
- Youness Benjelloun
- Denis Blondel
- Evgueni Bogdanov
- Jean-Pierre Boyer
- Vladimir Bron
- Michel Caillaud,
- Alex Casa
- Adriano Chicco
- Friedrich Chlubna
- Henry Dudeney
- Carl Kockelkorn
- Frédéric Lazard
- Lev Lochinski
- Jean-Marc Loustau
- Sam Loyd
- Comins Mansfield
- Vladimir Nabokov
- Abdelaziz Onkoud
- Auguste d'Orville
- Petko Petkov
- Josef Plachutta
- Hans-Peter Rehm (de),
- Antonio Sacconi
- Jacques Savournin
- William Shinkman
- Viktor Tchepijny
- Leopold Mitrofanov
- Alain White

### Compositeurs d'études d'échecs
Le terme d'« étudiste » est parfois utilisé pour désigner un compositeur d'études d'échecs.
Beaucoup de compositeurs d'études d'échecs, y compris Troitzky, Rinck ainsi que d'autres grandes figures telles que Genrikh Kasparian, sont célèbres pour leurs études et pratiquement inconnus en tant que joueurs. Cependant, quelques joueurs célèbres ont composé des études, les plus connus étant probablement Emanuel Lasker, Richard Réti et Jan Timman.

## Juges de problèmes d'échecs
Chaque fois que plusieurs problèmes sont publiés ensemble ou sur une même période, un juge est désigné pour classer ces problèmes. Le juge peut proposer lui-même un thème de concours de composition à une revue de problèmes d'échecs.
Pour juger au plus haut niveau, il faut être désigné Juge international pour la composition échiquéenne par la Fédération internationale des échecs.

## Solutionnistes
Un solutionniste participe à des concours de solutions ou à des championnats de résolutions de problèmes d'échecs. Les solutionnistes peuvent obtenir le titre de grand maître international de résolution de problèmes d'échecs de la Fédération internationale des échecs en participant aux championnats de résolution.